# Itami
Itami (伊丹 市, Itami-shi) és una ciutat situada a la prefectura de Hyogo, Japó. La població estimada el 2008 era de 194.338 habitants. L'àrea total és de 24,95 km².
El centre d'Itami es va convertir un poble ric a mitjans del període Sengoku. Va ser anomenat Itami-go (Poble d'Itami) i va ser conegut com l'únic poble japonès en tenir un castell.
Itami-go va ser part del castell Arioka on Araki Murashige va regnar sota Oda Nobunaga. Després de la derrota d'Araki, el castell va ser enderrocat. La ciutat es va fundar el 10 de novembre de 1940. Grans porcions de la ciutat van ser ensorrades després en el gran terratrèmol de Hanshin del 1955, però van ser ràpidament reconstruïdes.
Gran part de l'Aeroport Internacional d'Osaka està ubicat a Itami, connectat per un túnel subterrani. La ciutat és famosa pel seu parc Koyaike, que conté un model de l'arxipèlag japonès en un estany. Però és més important per ser una ciutat productora de sake.